# 兴凯站
兴凯站，位于中华人民共和国黑龙江省鸡西市密山市兴凯镇，是林东铁路上的火车站，建于1958年，由哈尔滨铁路局管辖。

## 車站周邊
- 兴凯镇人民政府
- 中国建设银行完达山分理处
- 中国联通兴凯营业厅
- 中国邮政储蓄银行兴凯支行
- 八五一一客运站
- 牡丹江农管局851农场医院
- 牡丹江管理局兽医实验室
- 完达山公园

## 歷史
- 建于1958年。

## 外部連結
- 中国铁路客户服务中心（页面存档备份，存于）